# 松原橋 (彦根市)

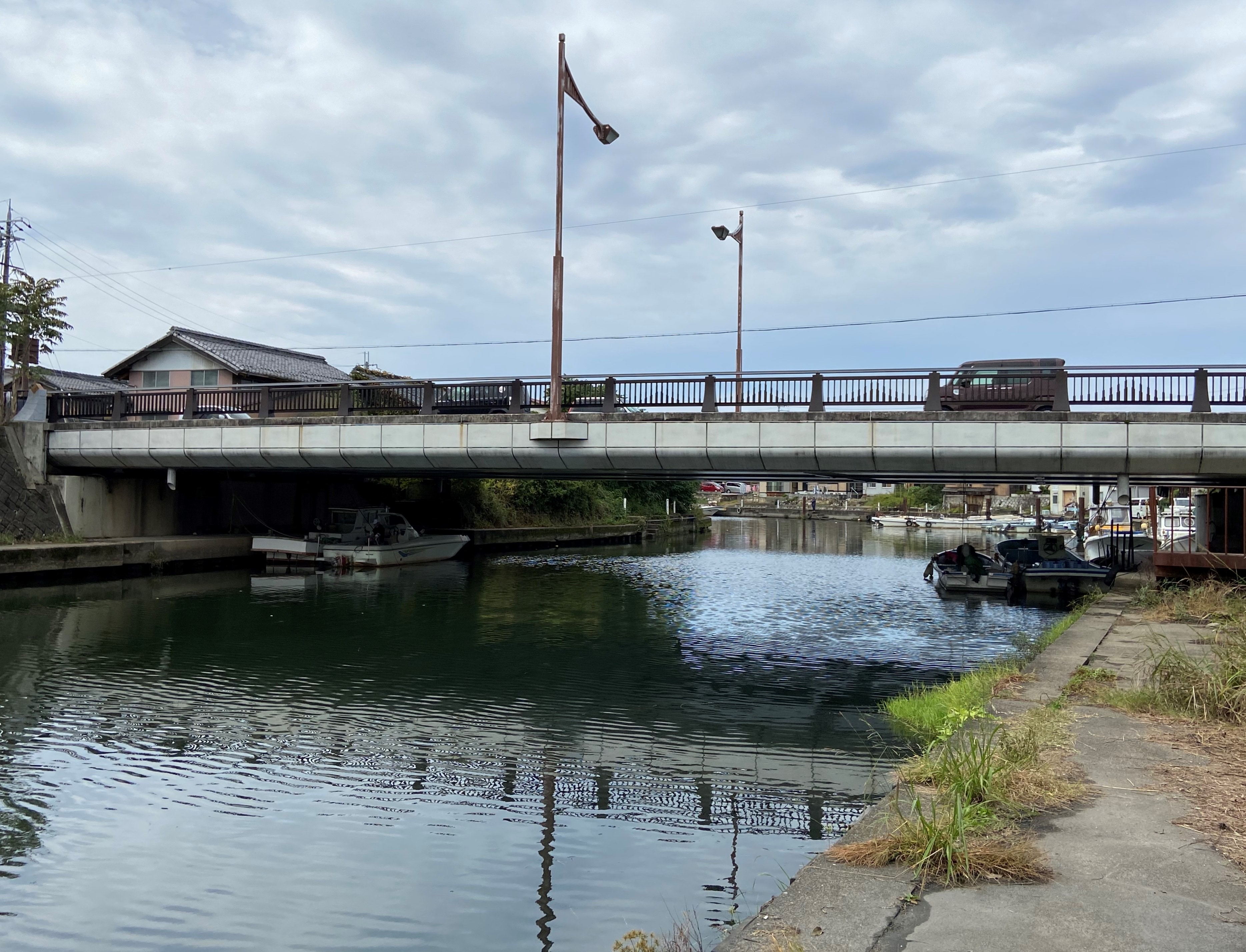
現在の松原橋

松原橋（まつばらばし）は滋賀県彦根市松原の滋賀県道2号大津能登川長浜線に位置する橋である。琵琶湖から彦根港脇の彦根城水路に入った位置に架かる。橋の長さ33ｍ、幅16.8ｍの両側に歩道がある。琵琶湖一周ルートにも組み込まれている。

## 歴史
1927年（昭和2年）に完成した当時、この橋は全国で唯一の廻転橋だった。橋の長さ18間7分（約33.6m）、幅2間（約3.6m）と記録に残っている。廻転橋だった理由は、同年に水路内に完成した彦根港に船舶を通過させるためである。船舶が通過する際には、車は通れず、作業員が2人がかりで橋を1日平均11回、多い時には1日26回も回転させていた。しかし、設備が老朽化したことや、1967年（昭和42年）4月に湖岸の彦根港が完成して船の出入りがなくなったことから、1967年（昭和42年）9月11日、固定式の松原橋に付け替えられた。後に交通量の増大などにより、1997年（平成9年）3月に拡幅・新しい道路の基準にのっとり、新しく架け替えが行われ、現在の松原橋に至る。

## 周辺施設
- 松原水泳場
- 近江高等学校
- 彦根市立城北小学校
- 彦根市立城北幼稚園
- 蒼（あお）の湖邸 BIWAFRONT HIKONE（ビワフロント彦根） - 2023年8月開業予定（旧彦根ビューホテル）[1]
- かんぽの宿彦根
- 春日神社